# Pterygellus cymatodermoides
Pterygellus cymatodermoides är en svampart som först beskrevs av D.A. Reid, K.S. Thind & Adlakha, och fick sitt nu gällande namn av Corner 1966. Pterygellus cymatodermoides ingår i släktet Pterygellus och familjen kantareller.   Inga underarter finns listade i Catalogue of Life.